# Gouvernement Bekaa
Das Gouvernement Bekaa (arabisch محافظة البقاع, DMG muḥāfaẓa al-Biqāʿ) ist eines von inzwischen neun Gouvernements im Libanon mit einer Einwohnerschaft von etwa 750.000 Menschen.

## Geographie
Das Gouvernement Bekaa bedeckt eine Fläche von 4429 km² und umschließt die Bekaa-Ebene im Osten des Libanons und liegt zwischen dem Libanon und dem Anti-Libanon. Das Gebiet wird von drei Flüssen durchzogen: dem Litani, dem Jordan und dem Orontes und ist das wichtigste Landwirtschaftsgebiet des Libanon.
Die Temperaturen reichen im Jahresdurchschnitt von −10 bis 35 °C mit teilweise ausgiebigen Regen- und Schneefällen im Winter. Die Orte Zahlé, Niha, Anjar, Qab Elias, Kfar Zabad, Karaon Dam, Chtaura und Furzul sind die wichtigsten Tourismusziele. Das Gouvernement liegt an der alten Handelsroute zwischen dem Libanon und Syrien. Die Gegend ist bekannt als Weinbaugebiet und für seine Küche.

## Distrikte
| Distrikt   | Hauptort  |
| ---------- | --------- |
| Zahlé      | Zahlé     |
| Raschaja   | Raschaja  |
| West-Bekaa | Maschgara |

## Städte
- Zahlé
- Shmistar
- Anjar
- Kherbet Rouha
- Barelias